# Мариън (окръг, Мисисипи)
Окръг Мариън (на английски: Marion County) е окръг в щата Мисисипи, Съединени американски щати. Площта му е 1422 km², а населението - 25 595 души (2000). Административен център е град Колумбия.